# Phenibut
Phenibut (kurz für β-Phenyl-γ-aminobuttersäure, ausgesprochen Betaphenylgammaaminobuttersäure) ist eine chemische Verbindung aus der Gruppe der Phenylethylamine und der Gabapentinoide. Als Derivat des natürlich vorkommenden hemmenden Neurotransmitters γ-Aminobuttersäure (GABA) wird es als Nahrungsergänzungsmittel eingesetzt. Der zusätzliche Phenylring macht die Verbindung lipophil und ermöglicht ihr die Überwindung der Blut-Hirn-Schranke. Als Medikament ist Phenibut außerhalb von Staaten der ehemaligen Sowjetunion nicht zugelassen und in Deutschland ist der Umgang mit Phenibut laut dem Neue-psychoaktive-Stoffe-Gesetz verboten.
Phenibut wurde in den 1960er Jahren in der Sowjetunion synthetisiert. Seitdem wurde es, zugelassen 1965, in den Ländern der ehemaligen Sowjetunion unter anderem zur Behandlung von posttraumatischen Belastungsstörungen, Angstzuständen und Schlaflosigkeit angewendet. Der Wirkstoff ist nahe verwandt mit dem Muskelrelaxans Baclofen. In den USA wird Phenibut als Nahrungsergänzungsmittel vertrieben. Es wird in der Bodybuilding-Szene als euphorisierend und entspannend, in niedriger Dosierung auch als leistungssteigernd und stimulierend, angesehen.
Der Name Phenibut ist vom chemischen Namen β-Phenyl-γ-aminobuttersäure abgeleitet.

## Geschichte
Synthetisiert wurde Phenibut erstmals am Pädagogischen Institut A. I. Herzen in Leningrad von Vsevolod Perekalins Team am Institut für Experimentelle Medizin und dann an der Akademie der Medizinischen Wissenschaften der UdSSR getestet.

## Klinische Angaben

### Anwendungsgebiete
Phenibut ist in Russland, Lettland sowie anderen osteuropäischen Ländern zugelassen zur Behandlung von:
- Angst und Unruhezuständen
- Schlafstörungen bei Älteren
- Stottern und Tic-Störungen bei Kindern
- Menière-Krankheit oder Schwindel anderer vestibulärer Ursache

und wird vorbeugend eingesetzt
- bei Reisekrankheit
- zur Vermeidung eines Entzugssyndroms beim Alkoholentzug

### Nebenwirkungen
Vor allem zu Beginn der Behandlung oder bei Überdosierung treten Müdigkeit und Übelkeit auf. Selten kommt es zu allergischen Reaktionen. Bei längerer und höherdosierter Anwendung hat Phenibut ein hepatotoxisches Potential, entsprechend kann eine Kontrolle der Leberwerte erforderlich sein. Vereinzelt sind bei akuter Überdosierung Fälle von Rhabdomyolyse sowie paradoxe Effekte wie Krampfanfälle und delirante Zustände beschrieben worden. Ein spezifisches Antidot bei einer Phenibut-Vergiftung gibt es nicht.
Der regelmäßige Gebrauch kann zu Toleranzentwicklung und Abhängigkeit sowie Entzugserscheinungen führen. Letztere sind vergleichbar mit jenen, welche auch bei Benzodiazepinen beobachtet werden können und umfassen u. a. Schlaflosigkeit, Halluzinationen und Angstzustände. Das Phenibut-Entzugssyndrom wird mit Baclofen und gegebenenfalls mit Benzodiazepinen behandelt, vermutet wird auch eine vorteilhafte Wirkung von Gabapentin oder Pregabalin.

## Pharmakologie
Phenibut wirkt ähnlich wie das strukturverwandte Baclofen als Agonist am GABAB-Rezeptor. Das unterscheidet den Wirkstoff von den Benzodiazepinen, die als allosterische Liganden am GABAA-Rezeptor wirken. In höherer Dosis bindet Phenibut möglicherweise auch an GABAA-Rezeptoren. Aus Tierversuchen ergeben sich Hinweise auf einen zusätzlichen dopaminergen Wirkmechanismus.
Bei Tierversuchen wurde festgestellt, dass Phenibut die interhemisphärische Übertragung der beiden Gehirnhälften verbessert.
Ebenfalls wurde in Tierversuchen festgestellt, dass Phenibut-Citrat die schädliche Wirkung von Alkohol durch Erhöhung der oxidativen Phosphorylierung vermindern kann.
Phenibut ist ein chirales Molekül. Es gibt somit ein (R)- und ein (S)-Enantiomer. Pharmazeutisch verwendet wird es als Racemat. (R)-Phenibut ist das pharmakologisch aktive Enantiomer, das Eutomer. (S)-Phenibut ist nicht aktiv. Die Dissoziationskonstanten am GABAB-Rezeptor für (RS)-Phenibut, (R)-Phenibut und Baclofen betragen jeweils 177±2, 92±3 und 6±1 μM. Das bedeutet, Baclofen hat die höchste Affinität zum Rezeptor und racemisches Phenibut die niedrigste.
Bei Einmalgabe von 250 mg Phenibut wurde eine Plasmahalbwertszeit von 5,3 Stunden ermittelt. 65 % der Dosis wurden unverändert im Urin nachgewiesen. Einen Labortest zum Nachweis von Phenibut gibt es nicht, hierzu ist eine Hochdruckflüssigkeitschromatographie bzw. Massenspektrometrie erforderlich.

## Rechtslage (Deutschland)
Phenibut ist in Deutschland nicht vom Betäubungsmittelgesetz (BtMG) erfasst. Es könnte sich jedoch um eine von 2-Phenethylamin abgeleitete Verbindung gemäß Anlage Nr. 2 des Neue-psychoaktive-Stoffe-Gesetzes handeln. Der Abschlussbericht des Instituts für Therapieforschung geht hiervon implizit aus. Die Folge wäre, dass der Umgang damit verboten und in gewissen Fällen strafbar wäre.